# Meriton Bytyqi
Meriton Bytyqi (Suiza, 18 de marzo de 1996) es un futbolista suizo, de origen kosovar. Juega de defensor y su actual equipo es el Servette FC de la Challenge League.

## Selección
Ha sido internacional con la Selección Sub-17 de Suiza en 3 ocasiones anotando 1 gol.

## Clubes
| Club                       | País  | Año           |
| -------------------------- | ----- | ------------- |
| Servette FC                | Suiza | 2013-2015     |
| Étoile Carouge FC (Cedido) | Suiza | 2015-2016     |
| Servette FC                | Suiza | 2016-presente |